# Interleuchina 31
L'interleuchina 31 (o IL-31) è una citochina facente parte del gruppo delle interleuchine; il gene che codifica per questa proteina è IL31 ed è situato sul cromosoma 12 negli esseri umani. L'azione dell'interleuchina 31 è resa possibile dal legame di questa al suo specifico recettore, espresso soprattutto sulla superficie cellulare dei linfociti T (in particolare i T helper) e, in misura minore, sulle cellule dendritiche. Il legame dell'interleuchina al suo recettore, che è espresso anche sulla superficie di alcuni neuroni sui quali è inoltre espresso il recettore TRPV1, è responsabile della sensazione di prurito.
L'espressione dell'interleuchina 31 è più alta del normale degli individui affetti da dermatite atopica, il che è probabilmente alla base del prurito generalizzato che caratterizza questa patologia cutanea.
Il nemolizumab è un anticorpo monoclonale che sembrerebbe, da alcuni studi clinici, essere efficace nella riduzione del prurito nella dermatite atopica; un altro anticorpo monoclonale, il lokivetmab, è invece declinato ad uso veterinario per la dermatite atopica nei cani.